# Cortodera holosericea
Cortodera holosericea је инсект из реда тврдокрилаца (Coleoptera) и фамилије стрижибуба (Cerambycidae). Припада подфамилији Lepturinae.

## Распрострањење и станиште
Настањује југоисточну Европу али јој ареал укључује и североисточну Италију, Аустрију и јужну Словачку. У Србији је ретко бележена, најчешће у источним крајевима. 

## Опис
Cortodera holosericea је дугaчка 8—14 mm. Глава и груди су црни, покрилца црна и са густом сребрнкастом пубесценцијом, врло ретко браонкастом, абдомен црн са црвеним врхом, ноге црне, ретко црвенкасте. Антене црне, средње дужине.

## Биологија
Развиће ларве је недовољно познато и претпоставка је да се одвија у корену зељасте биљке Триумфетијев различак (Centaurea triumfettii) у једногодишњем циклусу.

## Статус заштите
Врста је заштићена на подручју Србије - налази се на Прилогу II Правилника о проглашењу и заштити строго заштићених и заштићених дивљих врста биљака, животиња и гљива.